# Oropesa del Mar

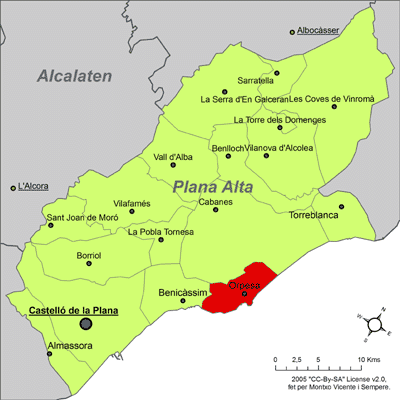
Położenie gminy na mapie comarki Plana Alta.

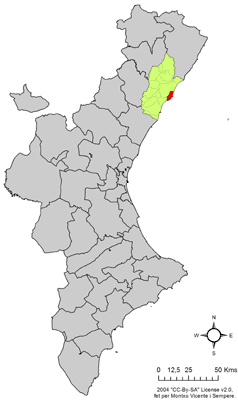
Położenie gminy na mapie Walencji.

Oropesa del Mar (hiszp. wym. [oɾoˈpesa del ˈθið]), Orpesa (walenc. wym. [oɾˈpɛsa]) – gmina w Hiszpanii, we wspólnocie autonomicznej Walencja, w prowincji Castellón, w comarce Plana Alta.

## Charakterystyka i władze
Powierzchnia gminy wynosi 26,40 km². Zgodnie z danymi INE, w 2005 roku liczba ludności wynosiła 7208, a gęstość zaludnienia 233,07 osoby/km². Wysokość bezwzględna gminy równa jest 33 metry. Współrzędne geograficzne gminy to 40°5'32"N, 0°8'2"E. Kod pocztowy do gminy to 12594.
Obecnym burmistrzem gminy Oropesa del Mar jest Rafael Albert Roca z Hiszpańskiej Partii Ludowej.
W miejscowości jest stacja kolejowa Oropesa del Mar.

## Zabytki i osobliwości
Na terenie Oropesa del Mar znajdują się:
- zamek zbudowany za czasów panowania Maurów (ruiny),
- kaplica maryjna (Virgin de la Paciencia) - XVI wiek,
- Muzeum Gier Karcianych,
- Muzeum Żelaza,
- latarnia morska,
- Wieża Królewska (Torre del Rey),
- wieże: de la Corda i de la Colomera,
- Oropesa la Vella - ruiny pierwszej osady w tym rejonie.

Od 1 do 8 października w gminie odbywają się regionalne fiesty.

## Dzielnice i pedanías
W skład gminy Oropesa del Mar wchodzi sześć dzielnic i pedanías, walencyjskich jednostek administracyjnych:
- El Balco
- La Playa
- Les Amplaries
- Les Plagetes
- Las Villas
- Marina d’Or

## Demografia
| 1991  | 1996  | 2001  | 2004  | 2005  |
| ----- | ----- | ----- | ----- | ----- |
| 2.319 | 2.578 | 4.287 | 6.153 | 7.208 |